# Sunfeast Open 2007
Sunfeast Open 2007 - жіночий тенісний турнір, що проходив на закритих кортах з твердим покриттям у Колкаті (Індія). Належав до турнірів 3-ї категорії в рамках Туру WTA 2007. Турнір відбувся втретє і тривав з 17 до 23 вересня 2007 року.

## Учасниці

### Сіяні учасниці
| Сіяна | Країна            | Ім'я              |
| ----- | ----------------- | ----------------- |
| 1     | Франція           | Маріон Бартолі    |
| 2     | Словаччина        | Даніела Гантухова |
| 3     | Індія             | Саня Мірза        |
| 4     | Росія             | Марія Кириленко   |
| 5     | Росія             | Алла Кудрявцева   |
| 6     | Франція           | Алізе Корне       |
| 7     | Італія            | Флавія Пеннетта   |
| 8     | Китайський Тайбей | Чжань Юнжань      |
| 9     | Росія             | Ярослава Шведова  |

### Кваліфікувалися
- Наомі Кедевей
- Катерина Іванова
- Нега Уберой
- Марта Домаховська

#### Щасливі лузери
- Монік Адамчак
- Санді Гумуля

### Вайлд-кард
- Суніта Рао
- Тара Ієр
- Кіра Шрофф

## Переможниці та фіналістки

### Одиночний розряд
Марія Кириленко —  Марія Коритцева, 6-0, 6-2

### Парний розряд
Алла Кудрявцева (RUS) /   Ваня Кінґ (USA) —  Альберта Бріанті (ITA)  /  Марія Коритцева (UKR), 6-1, 6-4